# 戴维·詹森 (1965年)
戴维·艾伦·詹森（英語：David Allan Jensen，1965年8月19日—），美国前男子冰球运动员，司职前锋。他曾代表美国国家队参加1984年冬季奥林匹克运动会冰球比赛，获得第七名。